# 獨立混成第21旅團
獨立混成第21旅團（独立混成第21旅団，軍事簡寫21 IMB）是日本帝國陸軍在1941年佔領印度支那後成立的摩托化步兵旅，但參加的主要作戰是在二戰的南太平洋戰場，部隊在1943年7月解散。

## 簡介
1941年6月26日，由日本帝國陸軍第104師所屬的第170步兵聯隊為基礎，日軍成立了獨立混成第21旅團，指揮官起初是印度支那派遣軍司令官西村琢磨少將兼任，但4天後即由山縣栗花生少將接任，部隊總編制為4,000人。第21旅團的戰鬥主力是170聯隊，因此只有3個步兵營，較其它獨立混成旅在步兵營的數量要少，但是日軍配備了對應的裝甲兵、砲兵與後勤單位。使它具有可承擔攻擊作戰的戰力，而不像是其它獨立混成旅專用於防禦任務，在日軍成立的獨立混成旅中其編裝是獨一無二。
第21旅團成軍後編入南方軍麾下， 在1942年5月駐紮河內。隨後該旅被指示將汽車連留用在越南，部隊主力則轉移至關島，後轉運至拉包爾，部隊在轉運期間遭到美軍潛艦襲擊，除了損失了228人，運送170聯隊的聯隊旗也在運輸途中遭摧毀。在轉移到關島時，170聯隊的第2大隊被指示移防到威克島，包含運輸期間的損失，因此抵達南太平洋戰場的21旅總人數僅有2,500人左右。
21旅抵達拉包爾的石階在11月22日，此後被納編於第8方面軍所屬之第17軍。第8方面軍下達的任務是派遣其進駐布納-哥納等地，增援該地的日軍。由於該地無法依靠陸運，因此移防是由海軍驅逐艦運輸，由於驅逐艦無法讓重裝備登陸，因此只有170聯隊的2個營移防，其它直屬部隊仍留置在拉包爾。
採用驅逐艦移防時並未遭到盟軍的強力阻礙，第21旅團的登陸點散佈於三處河口曼貝爾河、吉魯瓦河Giruwa River、庫姆斯河。在1942年12月初集結至哥納西方的納帕波(Napapo)。
完成登陸後，山縣少將統轄了布納、吉魯瓦、巴薩布亞（Basabua）等地的部隊，包括第41步兵聯隊殘餘部隊、第18軍(不包括南海支隊)在當地的部隊，合併成為布納特遣隊。布納特遣隊在12月3日投入布納-哥納戰役、科科達小徑戰役等作戰，傷亡相當慘重。至1943年1月日軍棄守吉魯瓦，撤退到庫姆斯河重建防線時，2個營的部隊僅剩270人左右。 
由於170聯隊已經難以視為有效戰力，在1943年2月後以登陸艇轉運北撤至萊城、薩拉毛亞等地擔任守備任務。1943年6月撤回拉包爾，部隊奉令解編。山縣少將則被調回日本本土的中部軍擔任參謀職務。

## 後續
第21旅團雖然在1943年6月解散，但其配屬的支援部隊，以及駐防威克島的1個步兵營仍具戰力，當時第2營是借給了日本海軍陸戰隊運用，編入海軍第65警備隊。
1943年6月，陸軍收回該營部隊歸建170聯隊，並結合原本21旅的部隊組成南海第3守備隊，指揮官近森重治上校。南海第3守備隊後來即在威克島持續駐防至日本戰敗。

## 編制
- 旅本部連
- 第170步兵聯隊
  - 第1大隊
  - 第2大隊
  - 第3大隊
- 戰車連（12輛輕戰車）
- 砲兵營（10公分加農砲4門、15公分榴彈砲4門）
- 高射炮連（4門高射砲）
- 工兵連
- 通信連
- 汽車連
- 野戰醫院

## 備註
1. ↑  Ness 2015，第177頁.
2. 1 2  Rottman 2005，第11頁.
3. ↑  Bullard 2007，第181頁.
4. ↑  独立混成第２１旅団人員、主要兵器現況表　昭和１７年５月３１日現在，頁2。
5. ↑  Rottman 2005，第18頁.
6. ↑  Buell et al. 2002，第265頁.
7. 1 2  Ness 2015，第178頁.
8. ↑  MacArthur 1994，第172, 177–180頁.
9. ↑  McCarthy 1959，第447頁.
10. ↑  Bullard 2007，第181 & 183頁.
11. ↑  Bullard 2007，第206頁.